# 帕特萨耶夫环形山

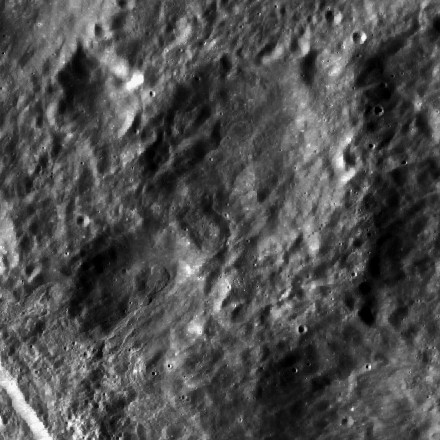
月球勘测轨道飞行器拍摄，帕特萨耶夫环形山位于图中上部。

帕特萨耶夫环形山（Patsaev）是月球背面南半球一座古老的大撞击坑，约形成于酒海纪，其名称取自前苏联宇航员维克托·伊万诺维奇·帕察耶夫（Viktor Ivanovich Patsayev，1933年-1971年），1973年被国际天文学联合会正式批准接受。

## 描述
该陨坑位西北偏西毗邻兰德陨石坑；东面靠近邦达连科陨石坑；沃尔科夫陨石坑和肖夫内环形山分别位于它的西北和东北；西南则是小月坑-基拉陨石坑，更远处坐落着巨大的齐奥尔科夫斯基环形山。该陨坑的中心月面坐标为16°46′S 133°36′E / 16.77°S 133.6°E，直径55.3公里，深度为2.4公里。
帕特萨耶夫环形山已严重损毁，现已成为月表上一处无明显边界的不规则洼地。其坑壁和坑底堆积着齐奥尔科夫斯基环形山形成时所抛射出的溅射物，构成了表面斑杂纷乱的山脊。陨坑西北壁连接了卫星坑兰德 K，而西南壁附靠着卫星坑帕特萨耶夫 Q。坑底表面嶙峋崎岖，无其它典型的地貌特征。
该陨坑所命名的苏联宇航员维克托·伊凡诺维奇·帕特萨耶夫，在1971年6月30日执行联盟11号飞行任务返回途中，因阀门漏气失压而不幸罹难。他是在地球大气层外操作望远镜（猎户座1号空间天文台）的第一人，也是前苏联牺牲的第二位宇航员。

## 基拉陨石坑
帕特萨耶夫 Q坑内的一座细小陨坑，国际天文学联合会正式命名为基拉陨石坑，基拉是俄罗斯女性名–实际该陨坑名并非特指任何具体之人。基拉陨石坑的中心月面坐标为南纬17.6°、东经132.8°，直径3公里。

## 卫星陨石坑
按惯例，最靠近帕特萨耶夫环形山的卫星坑在月图上以字母标注在该坑中心点的旁边。
| 帕特萨耶夫   | 纬度    | 经度     | 直径    |
| ------------ | ------- | -------- | ------- |
| 帕特萨耶夫 K | 18.8° S | 134.5° E | 53 公里 |
| 帕特萨耶夫 Q | 17.8° S | 132.7° E | 34 公里 |

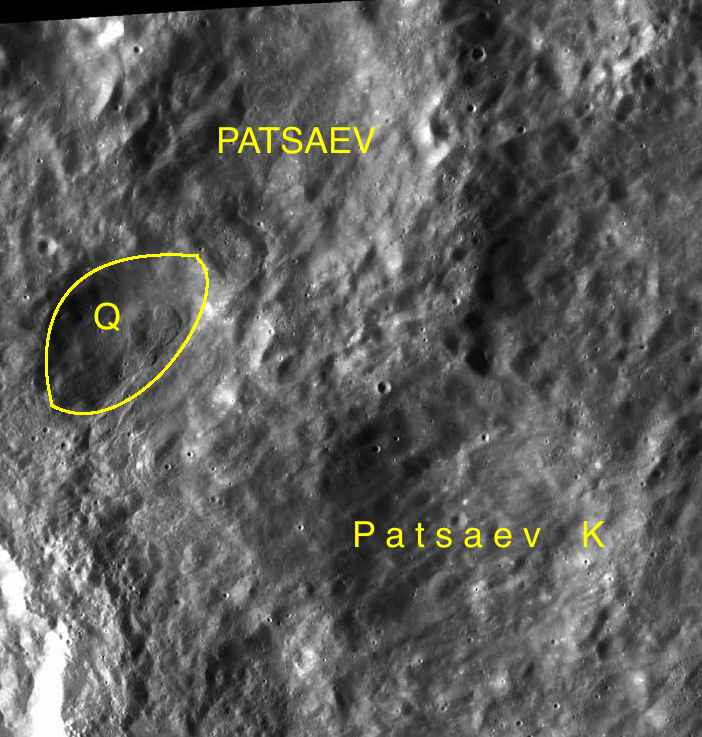
LAC-102 月图

- 卫星坑帕特萨耶夫 Q位于帕特萨耶夫环形山的西南面[6]，过去它曾被建议更名为舍尼埃陨石坑（Chénier），以纪念法国十八世纪诗人安德烈·马里·舍尼埃，但未被国际天文学联合会采纳。
- 卫星坑帕特萨耶夫 G在1991年被国际天文学联合会更名为邦达连科陨石坑。

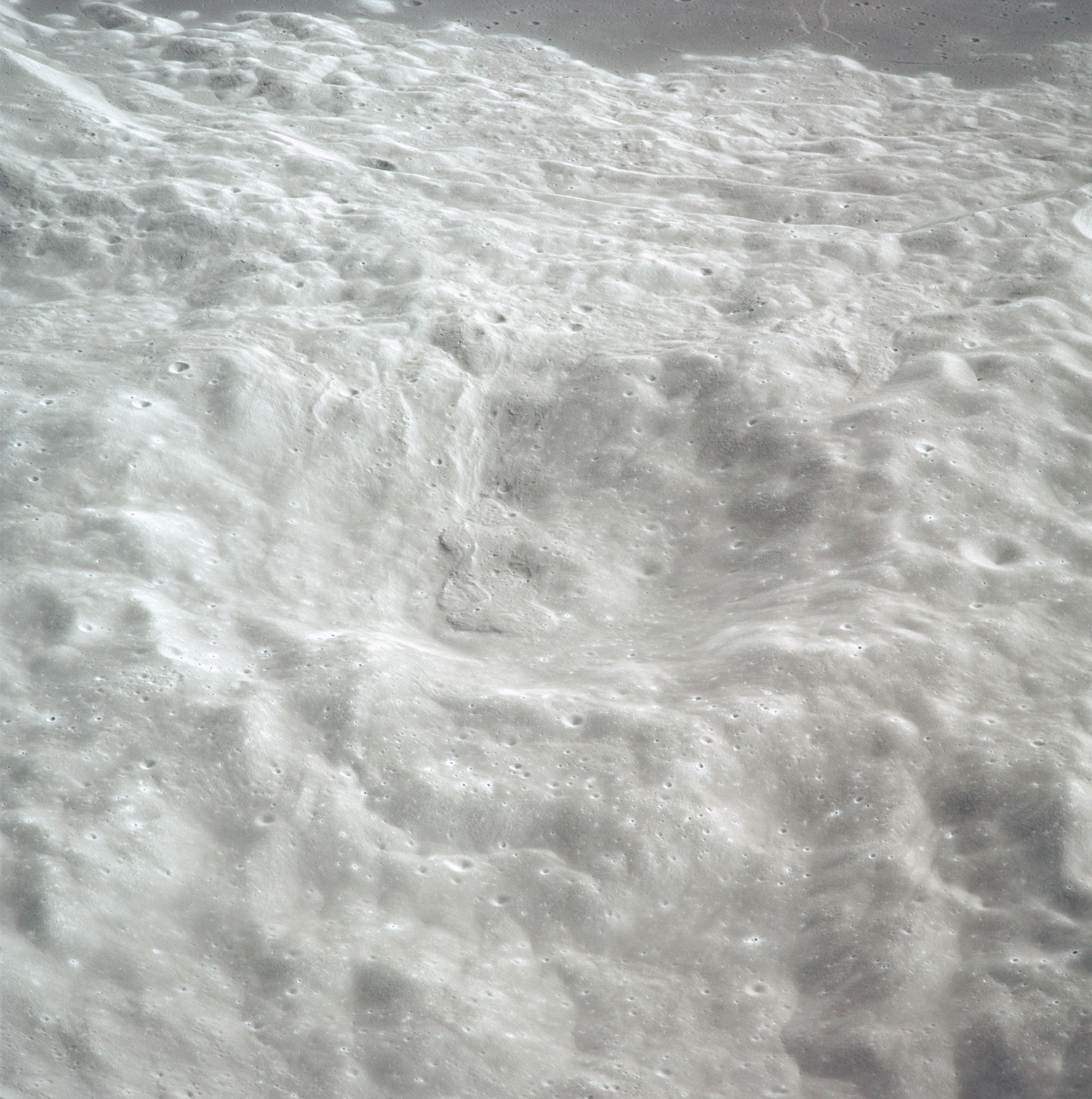
阿波罗17号拍摄的卫星坑帕特萨耶夫 Q（及基拉坑）的西南向斜视图

## 另请参阅
- 主带小行星外的1791 帕特萨耶夫